# Попово (Ленинградская область)
Попово (до 1948 — Кайслахти, фин. Kaislahti) — упразднённый посёлок при железнодорожной станции в Советском городском поселении Выборгского района Ленинградской области.

## Название
В переводе с финского Кайслахти означает «Тростниковый залив».
В 1948 году деревне Кайслахти было присвоено название Попово. В обосновании указывалось: «в память героя Великой Отечественной войны Попова, похороненного на станции». Михаил Никитович Попов, рядовой 185-го стрелкового полка, 1925 года рождения, сапёр, был тяжело ранен у посёлка Сомме, умер в госпитале, похоронен 4 июля 1944 года у станции Кайслахти.
Переименование было закреплено указом Президиума ВС РСФСР от 13 января 1949 года.

## История

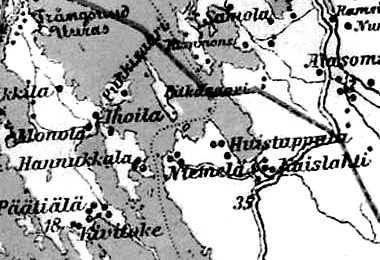
Деревня Кайслахти на финской карте 1923 года

До 1939 года деревня Кайслахти входила в состав волости Йоханнес (фин. Johannes) Выборгской губернии Финляндской республики.
Согласно данным 1966, 1973 и 1990 годов посёлок при станции Попово входил в состав Соколинского сельсовета.
В 1997 году в посёлке при станции Попово Соколинской волости проживали 5 человек, в 2002 году — 15 человек (русские — 93 %).
В 2007 году в посёлке при станции Попово Советского ГП проживали 9 человек, в 2010 году — 16 человек.
На основании закона № 133-оз от 17 ноября 2023 года посёлок при железнодорожной станции Попово вошёл в состав посёлка Медянка.

## География
Посёлок расположен в западной части района на автодороге 41А-082 (Зеленогорск — Выборг).
Расстояние до административного центра поселения — 5 км.
В посёлке находится остановочный пункт Попово на железнодорожной линии Зеленогорск — Приморск — Выборг.
Через посёлок протекает река Медянка.

## Население
| 1997 | 2007 | 2010 | 2017 | 2021 |
| ---- | ---- | ---- | ---- | ---- |
| 5    | ↗9   | ↗16  | ↘14  | ↘5   |